# Емомалі Рахмон
Емомалі́ Рахмо́н (тадж. Эмомалӣ Раҳмон, до 21 березня 2007 — Емомалі Шаріпович Рахмо́нов (тадж. Эмомалӣ Шарифович Раҳмонов); нар. 5 жовтня 1952) — авторитарний лідер Таджикистану, голова Верховної Ради Таджикистану (1992–1994), від 1994 року президент Таджикистану.
У період правління Рахмона в Таджикистані встановився авторитарний режим, який характеризується культом особи, репресіями щодо політичних опонентів, серйозними порушеннями прав людини, проведенням невільних і несправедливих виборів, нестримною корупцією і непотизмом.

## Життєпис
Рахмон народився в селянській сім'ї в Кулябській області (зараз частина Хатлонської області Таджикистану). 1971—1974 року служив у армії СРСР. 1982 року заочно здобув вищу освіту у Таджицькому державному університеті на економічному факультеті. У 1976-1988 роках керував колгоспом у Дангаринському районі і посідав важливі державні посади, належав до республіканської партійної еліти КПРС. У листопаді 1992 року був головою виконавчого комітету Кулябської обласної ради народних депутатів.
На президентських виборах 6 листопада 2013 учетверте переобраний ще на один семирічний термін. За офіційними даними, за нього проголосувало 83,6 % виборців. Явка становила близько 87 %. Рахмон мав 5 суперників, але вони утримувались від критики президента. За твердженням опозиціонерів, єдиного справжнього опозиціонера правозахисницю Ойнігол Бобоназарову не допустили до участі в виборах.
2020 року на виборах вп'яте переобраний президентом країни, згідно з офіційними даними, за Рахмона проголосував 91 % виборців (Таджикистан вважається авторитарним режимом із відсутньою свободою волевиявлення).

## Зовнішня політика
У зовнішній політиці є проблемні відносини із сусідніми республіками за водні ресурси. У період свого президентства Рахмону вдалося врегулювати 130-річну територіальну суперечку з Китаєм. Під час свого візиту до Пекіна в травні 2003 року він погодився поступитися КНР 1,1 тис. км² у районі Східного Паміру, хоча спочатку Китай претендував на 28,5 тис. км² (майже 20 % території Таджикистану). 12 січня 2011 року Меджліс Олі Таджикистану ратифікував протокол демаркації китайсько-таджицького кордону, за яким Китаю відійшли 1,1 тис. км² спірних територій (0,77 % території Таджикистану).

## Культ особи
У Таджикистані існує масштабний культ особи президента Емомалі Рахмона. У грудні 2015 року Емомалі Рахмон підписав запропонований парламентом республіки Закон Республіки Таджикистан «Про Засновника миру і національної єдності ― Лідера нації», і йому було присвоєно офіційний титул «Засновник миру і національної єдності ― Лідер нації». Окрім офіційного титулу, державні ЗМІ, офіційні особи та провладні верстви населення називають Емомалі Рахмона різноманітними пишними титулами та епітетами, серед яких «Його величність», «Його превосходительство», «Лідер нації», «Наш рятівник» та інші. У всіх державних установах в обов'язковому порядку є портрети Рахмона.
У всіх містах і населених пунктах вулиці рясніють великими зображеннями Емомалі Рахмона і його цитат. Прихильники Рахмона не бачать нічого поганого в прояві «народної любові» до нього, вказуючи на численні заслуги Рахмона перед Таджикистаном, а критики Рахмона та представники таджицької опозиції заявляють, що численні портрети й цитати Рахмона свідчать про існування масштабного культу особи. За даними Бі-бі-сі, у кожній області та кожному районі країни вивішені зображення Рахмона, які «прив'язані» до того, що відбувається в конкретному регіоні країни. Наприклад, на в'їзді в місто Рогун вивішені фотографії президента в касці на тлі будівельників і об'єктів Рогунської ГЕС, подальше будівництво якої вважається стратегічно важливим для країни. У регіонах, де розвинене садівництво, часто можна зустріти зображення Рахмона на тлі фруктових садів і виноградників, і водночас часто зображення доповнюються або цитатами з промов Рахмона, або словами вихваляння з вуст вдячних жителів. У правлячій у країні Народно-демократичній партії Таджикистану, лідером якої є сам Емомалі Рахмон, заявляли, що сам Емомалі Рахмон не вітає цю практику, але активісти партії вважають це необхідним для країни.

## Особисте життя
За віросповіданням Емомалі Рахмон ― мусульманин-суніт, прихильник ханафітської течії, традиційної і панівної в Середній Азії. У січні 2016 року під час візиту до Саудівської Аравії з дружиною і деякими членами сім'ї здійснив умру (мале паломництво) до Мекки. У 2007 році розпорядився перекласти Коран таджицькою мовою. 
Емомалі Рахмон одружений, дружина ― Азізмо Асадуллоєва, імовірно також родом із Дангари. Про неї дуже мало інформації, за деякими даними не має вищої освіти, є домогосподаркою. У Еммомалі Рахмона дев'ятеро дітей: семеро доньок (Фіруза, Озода, Рухшона, Тахміна, Парвіна, Зарріна і Фарзона) і двоє синів (Рустам і Сомон). 27 січня 2016 року Президент Таджикистану Емомалі Рахмон призначив свою дочку Озоду Рахмон керівником президентської адміністрації. 36-річна Озода Рахмон раніше виконувала обов'язки першого заступника міністра закордонних справ Республіки Таджикистан.
Батько Емомалі Рахмона ― Шаріф Рахмонов брав участь у Німецько-радянській війні, був нагороджений орденом Слави 2-го і 3-го ступенів. Мати ― Майрам Шаріфова померла у віці 94 років 2004 року.

## Висловлювання
У березні 2014 року заявив про те, що створення і розвиток таджицької версії «Вікіпедії» — це добра ініціатива, і вона буде підтримана державою.

## Казуси
- 9 травня 2021 під час прямої трансляції з Парада на Червоній площі Москви, ведуча Першого каналу, представляючи єдиного гостя-глави держави на цьому заході президента Таджикистану Емомалі Рахмона, помилково назвала його ім'я «Еммануелем», мабуть сплутавши його з французьким президентом Емманюелем Макроном, який не був на цьому параді, але швидко виправила сама себе: «Зараз на ваших екранах президент Росії Володимир Путін і поруч із ним президент Таджикистану Еммануель Рахмон, хм, Емона.. Емомалі Рахмон». цей ляп ведучої швидко розлетівся по сайтах новин та соцмережах і викликав різні реакції[8][9].

## Нагороди
- Герой Таджикистану

### Україна
- Орден князя Ярослава Мудрого I ст. (Україна, 3 грудня 2008)[10].
- Орден «За заслуги» I ст. (Україна, 15 грудня 2011)[11][12].
- Відзнака «Іменна вогнепальна зброя» (Україна, 1 вересня 2011)[13]

## Галерея

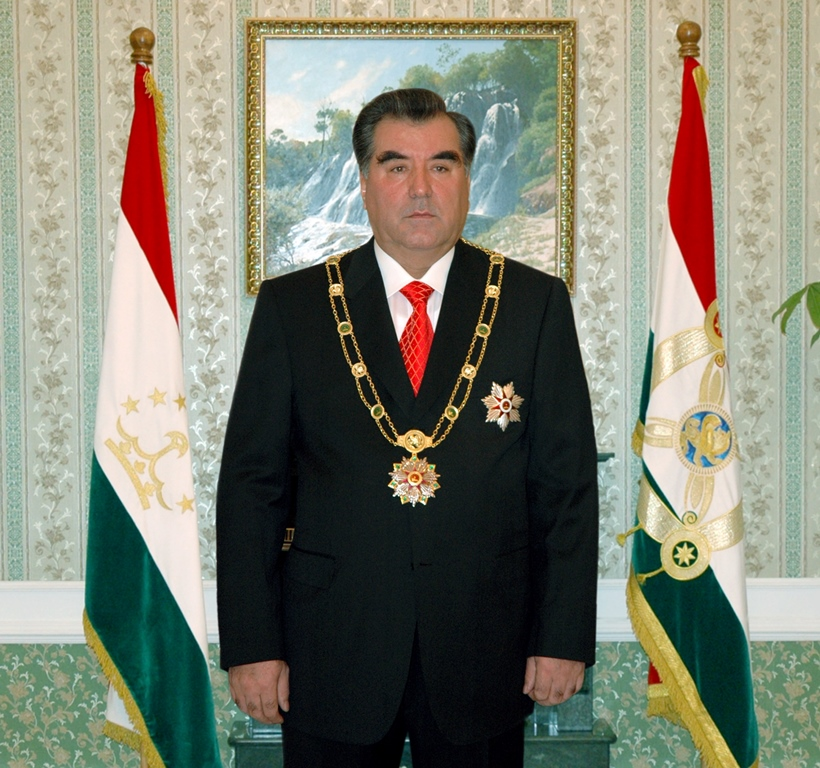
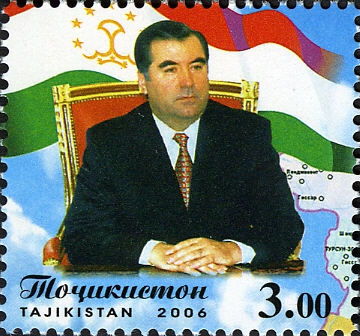
На поштовій марці
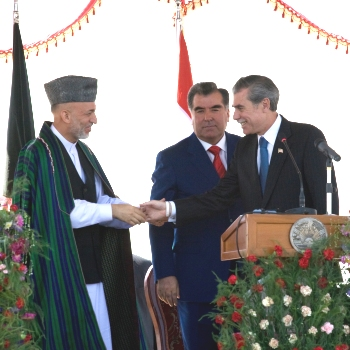
З президентом Афганістану Хамідом Карзаєм і міністром торгівлі США Карлосом Гутьєрресом на церемонії відкриття нового таджицько-афганського мосту через Пяндж, 2007
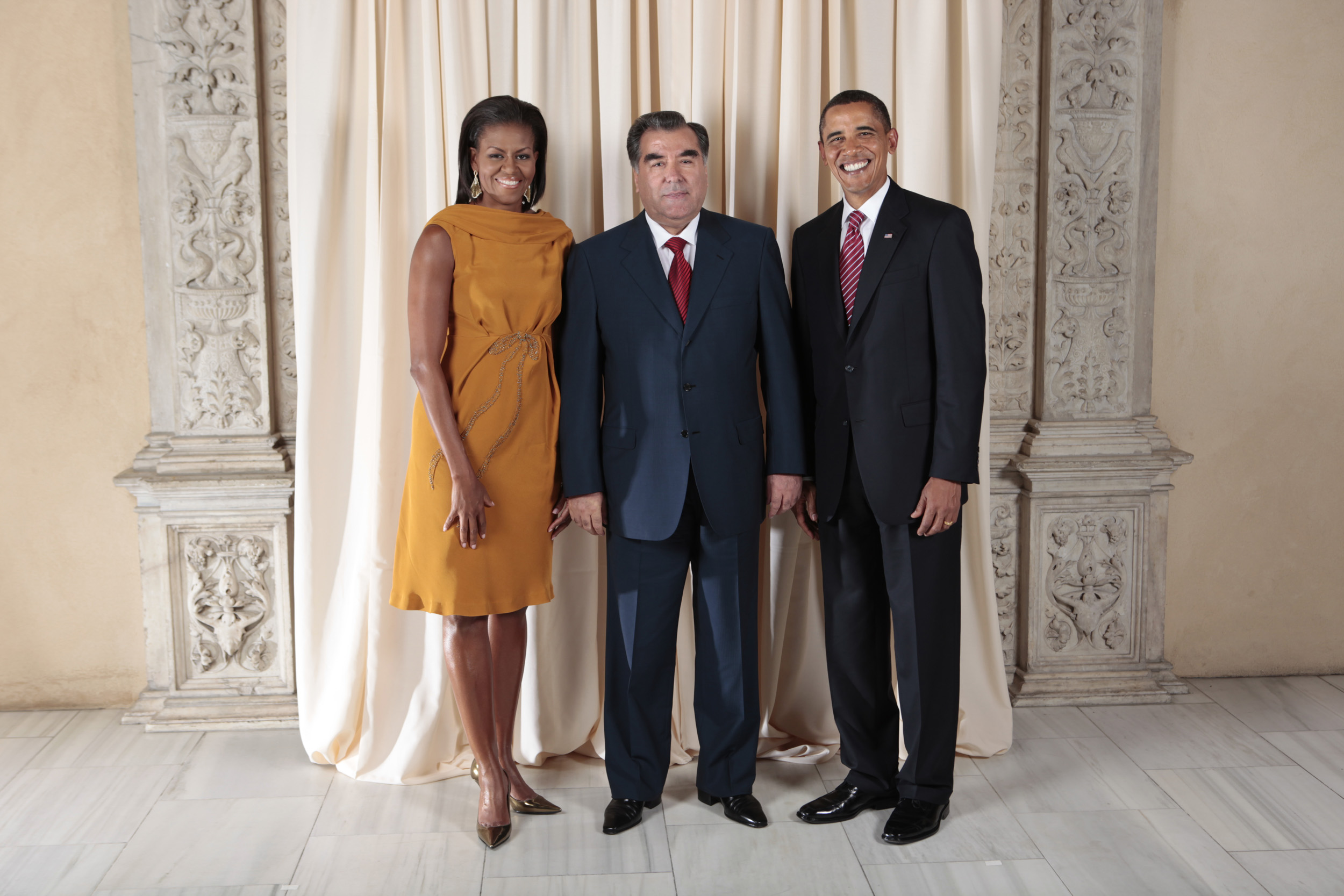
З президентом США Бараком Обамою та його дружиною Мішель
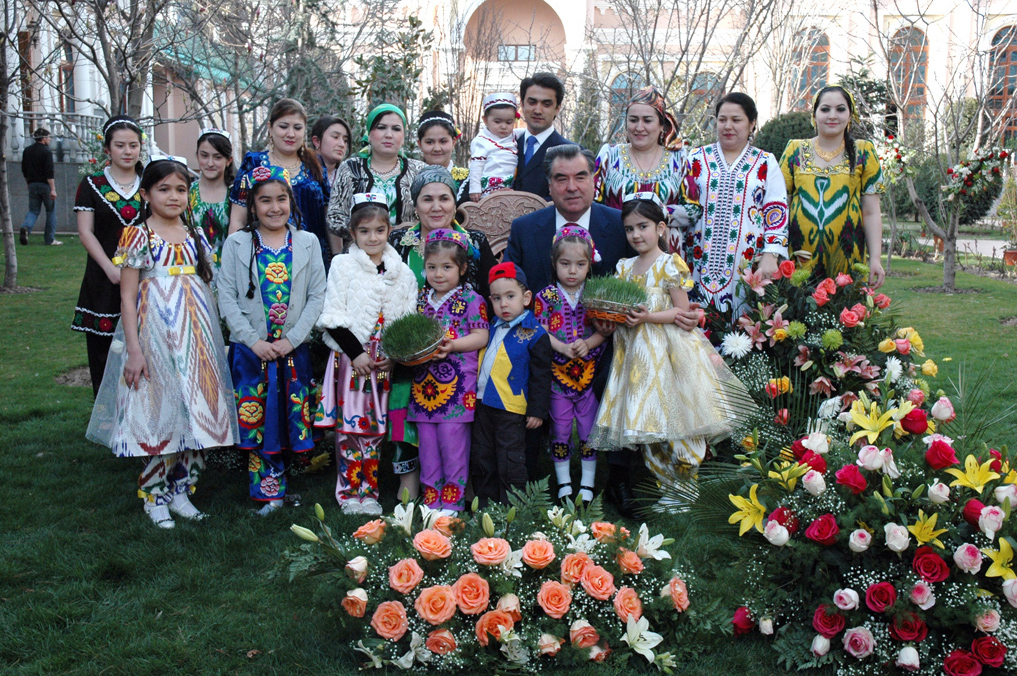
З родиною. Душанбе, 21 березня 2011